# Maxine Baca Zinn
Pour les articles homonymes, voir Zinn.
Maxine Baca Zinn (née le 11 juin 1942), née Baca, est une sociologue américaine connue pour son travail sur le genre, la race et l'ethnicité et en particulier, l'expérience des femmes de couleur à l'intersection de la race, de la classe et du genre.
Baca Zinn publie un grand nombre d'articles et de chapitres de livres et a co-écrit plusieurs ouvrages de sociologie sur la famille. Une grande partie de son travail porte spécifiquement sur les familles mexico-américaines,.

## Enfance et éducation
Maxine Baca Zinn est née le 11 juin 1942 à Santa Fe, au Nouveau-Mexique, de Presente et Louise Duran Baca. Elle grandit à Santa Fe où elle rencontre et épouse son amour de lycée, Alan Zinn. Elle fréquente le California State College, Long Beach dans le comté de Los Angeles, en Californie, où elle obtient une licence en sociologie en 1966. Elle obtient sa maîtrise en sociologie à l'Université du Nouveau-Mexique en 1970 et devient membre de la société d'honneur Phi Kappa Phi en 1971 avant de passer son doctorat en sociologie à l'université de l'Oregon, en 1978. Elle est actuellement professeure émérite de sociologie à l'université d'État du Michigan.

## Carrière
Après avoir terminé ses études de premier cycle en 1966, Maxine Baca Zinn travaille pendant deux ans comme enseignante dans une école catholique de quatrième année dans la région de Los Angeles pendant que son mari termine ses études. En 1968, la jeune famille retourne au Nouveau-Mexique où Maxine s'inscrit à un programme de maîtrise en sociologie et commence à travailler comme assistante d'enseignement diplômée en dispensant des cours dans le cadre du programme des nouvelles carrières (1969-1971) et en sociologie (1970-1971) jusqu'à l'obtention de son diplôme et son entrée à l'université de l'Oregon. En 1975, elle déménage à Flint, dans le Michigan, où elle commence à enseigner à l'université du Michigan, où elle donne des cours de sociologie et d'études chicano (1975-1978). Elle devient professeure adjoint, puis professeure de sociologie jusqu'en 1990, date à laquelle elle rejoint l'université d'État du Michigan en tant que professeure et associée principale de recherche à l'Institut de recherche Julian Samora. Dans le cadre de ses fonctions à l'université d'État du Michigan et à l'université du Michigan, Baca Zinn occupe un certain nombre de postes de professeure invité, parallèlement à des postes au sein de ses institutions.

## Récompenses
Elle reçoit plusieurs distinctions, notamment le Faculty Special Merit Award for Scholarly or Creative Achievement (1975), le Distinguished Faculty Award de la Michigan Association of Governing Boards (1982), le Cheryl Miller Lecturer Award on Women and Social Change (1989), les alumnus awards de la California State University, Long Beach (1990) et de l'Université du Nouveau-Mexique (1993), le Meyers Center Book Award for the Study of Human Rights in North America (1997) et deux prix de prestige de l'American Sociological Association en 2000.